# آرامگاه پیر وشته
مقبره پیر وشته (پیر نمیر) مربوط به سدهٔ ۷ و ۸ ه.ق است و در شهرستان طالقان، روستای وشته واقع شده و این اثر در تاریخ ۱۲ بهمن ۱۳۸۱ با شمارهٔ ثبت ۷۰۶۵ به‌عنوان یکی از آثار ملی ایران به ثبت رسیده است.